# Syngonanthus pulchellus
Syngonanthus pulchellus är en gräsväxtart som beskrevs av Harold Norman Moldenke. Syngonanthus pulchellus ingår i släktet Syngonanthus och familjen Eriocaulaceae. Inga underarter finns listade i Catalogue of Life.